# 10270 Скоґлев
10270 Скоґлев (10270 Skoglöv) — астероїд головного поясу, відкритий 16 березня 1980 року.
Тіссеранів параметр щодо Юпітера — 3,485.